# Wattpad
Wattpad és una plataforma informàtica que permet compartir històries amb altres persones. Pot ser usat pel seu lloc web amb o des de la seva aplicació, mitjançant un ordinador o amb un dispositiu mòbil. Els usuaris poden publicar-hi articles, relats i poemes sobre qualsevol cosa, sigui en línia o a través de l'aplicació Wattpad (per a iOS i Android). El contingut inclou obres tant d'autors desconeguts com coneguts. Els usuaris poden comentar i votar per les històries o unir-se a grups associats amb el lloc web. Al voltant del 50 % de la demanda procedeix dels EUA, i en menor mesura del Regne Unit, Canadà, Colòmbia, Veneçuela, Filipines, Argentina, Espanya, Austràlia, Xile i Mèxic.

## Història
Es va originar el 2003 com a resultat d'una col·laboració entre Flor M. Saucedo i Ivan Yuen. En març de 2009 va ser llançada la versió per a iPhone, en abril del mateix any per a l'App World de Blackberry i en juny per a Android. El juny de 2009 l'App superava els cinc milions de descàrregues.

## Creixement i finançament
El 2011, Wattpad va anunciar que va rebre 3,5 milions de dòlars en finançament dels seus actuals inversors; així com per part de W Mitjana Ventures, Golden Venture Partners i de Union Square Ventures, que és dels primers inversors en Twitter, Tumblr i altres mitjans socials amb èxit.
Al desembre de 2011 Wattpad va obrir una seu a Toronto, que seria seleccionada com l'empresa més popular de mitjans digitals al país en l'Intercanvi d'Innovacions canadenca d'aquell mateix any. El cofundador i CTO Ivan Yuen també va ser reconegut com un empresari canadenc en la part superior dels Impact Infused Awards, patrocinats per Deloitte.

## Nous autors i adolescents
Les històries més votades cada dia apareixen en la "Hot List". Aquestes estadístiques canvien diàriament, a causa de les lectures i els vots d'altres usuaris. D'acord amb els perfils visibles en el lloc, molts d'aquests autors són adolescents. Els usuaris de Wattpad són principalment dones i superen de forma massiva en nombre als homes. Des de l'any 2014 s'ha observat un increment en la participació dels usuaris masculins, però encara no superen els femenins.
Wattpad també té una llista d'"Històries destacades", que promou el contingut revisat i aprovat pel personal i una junta de revisió editorial. Moltes d'aquestes històries són escrites per destacats escriptors autoeditats i professionals de diferents gèneres.

## Concursos
Wattpad té diversos concursos petits. El concurs anual més gran s'anomena "Premis Wattys". El 2011, Els Premis Wattys va introduir tres nivells d'entrada (popular, pujant, i sense descobrir) per proporcionar més possibilitats de guanyar per a cada nivell d'escriptor. Els concursos són oberts a qualsevol persona que tingui una història publicada en Wattpad.
Durant l'estiu de 2012 Wattpad, en col·laboració amb Margaret Atwood (poeta, novel·lista i crítica literària canadenca), va celebrar els "Wattys", el primer gran concurs de poesia que va oferir l'oportunitat als poetes de Wattpad de competir entre si en una de dues categories, ja sigui com a "entusiasta" o "competidor".

## Controvèrsies
Alguns dels grans volums del material pujat per l'usuari allotjat en Wattpad és material amb drets d'autor els autors del qual no atorguen drets de republicació. Al maig de 2009, un article en el New York Times va assenyalar, "Els llocs com Scribd i Wattpad, que conviden als usuaris a pujar documents com tesis universitàries i novel·les autoeditades, han estat l'objectiu de queixes en la indústria en les últimes setmanes per la reproducció il·legal de títols populars que han aparegut en aquests llocs web", acusant Wattpad de ser un lloc que subministra llibres pirates. Bill Ray de The Register diu que la companyia "s'amaga darrere de les regles de salvaguarda, amb la promesa d'eliminar el contingut tan aviat com sigui notificada pels propietaris".
Les polítiques de Wattpad al·leguen que "nosaltres no donem la benvinguda a la càrrega de material que viola els termes de drets d'autor" amb l'excusa que "simplement no és possible seleccionar i verificar tot el contingut publicat." En resposta a les crítiques de la indústria, l'abril de 2009 (abans de la publicació de l'article del New York Times esmentat, que assenyalava Wattpad com un vehicle per a la pirateria de llibres electrònics) Wattpad va anunciar els "Autors a càrrec" del programa, dissenyat per permetre als autors o els seus representants identificar i directament eliminar contingut infractor des del lloc, però aquest programa està dissenyat específicament per als "autors amb llibres publicats per a la venda".

## Diferents seccions de novel·les
Dels diferents tipus d'escrits que hi ha a WattPad (poesia, científics, acadèmics, etc.), el més popular és la novel·la. Es troba dividida en diferents subgèneres:
| * Acció - Aventura - Chick-Lit (literatura de/per a noies i dones joves) - Ciència Ficció - Clàssics - Espiritual - Fanfic (ficció generada per fans de sèries, còmics i cicles narratius) - Fantasia - Ficció general - Història curta | - Home llop - Humor - Misteri / Suspens - No Ficció - Novel·la històrica - Novel·la juvenil - Paranormal - Poesia - Novel·la sentimental - Terror - Vampirs |